# Somatina rhodochila
Somatina rhodochila är en fjärilsart som beskrevs av Louis Beethoven Prout 1932. Somatina rhodochila ingår i släktet Somatina och familjen mätare. Inga underarter finns listade i Catalogue of Life.